# James Lafferty
James Martin Lafferty (Hemet, Kalifornija, 25. srpnja 1985.) američki je glumac. Najpoznatiji je po ulozi Nathana Scotta u tv seriji One Tree Hill.

## Karijera
Karijeru je započeo 2001. u seriji Emeril kao Emerilov sin. Također je glumio u serijama Once and Again, Get Real i Boston Public. Nakon toga je glumio u filmu A Season on the Brink. Film govori o košarkaškom timu s koledža u Indiani. Film se temelji na knjizi Johna Feinsteinea. Glumio je Stevea Alforda. Najpoznatiji je po ulozi Nathana Scotta, glavnog lika tv serije One Tree Hill. 2009. je glumio Iraqa Jacka/Justina Sparoww u filmu S. Darko

## Filmografija
| Godina        | Ime                   | Uloga                      | Bilješke                     |
| ------------- | --------------------- | -------------------------- | ---------------------------- |
| 1997.         | Annabellina želja     | Buster                     | Glas                         |
| 2001.         | Boston Public         | Michael Scott              | Epizoda: "Dio 18"            |
| 2001.         | Emeril                | James                      | TV serija                    |
| 2001.         | Boys on the Run       | Joe Ferguson               |                              |
| 2001. – 2002. | Once and Again        | Tad                        | TV serija, 4. epizoda        |
| 2002.         | A Season on the Brink | Steve Alford               |                              |
| 2002.         | Get Real              | Billy                      | Epizoda: "Posljednji vikend" |
| 2003. – 2012. | One Tree Hill         | Nathan Scott               |                              |
| 2009.         | S. Darko              | Iraq Jack / Justin Sparrow |                              |